# Sochocino-Praga (Mazovia)
Sochocino-Praga [pronunciación en polaco: /sɔxɔˈt͡ɕinɔ ˈpraɡa/] es un pueblo ubicado en el distrito administrativo de Gmina Bulkowo, dentro del Condado de Płock, Voivodato de Mazovia, en el este de Polonia central. Se encuentra aproximadamente a 19 kilómetros al este de Płock y a 82 kilómetros al noroeste de Varsovia.